# آندریاس جونکر
آندریاس جونکر (به هلندی: Andries Jonker؛ تلفظ هلندی: [ˈɑndris ˈjɔŋkər]؛ زادهٔ ۲۲ سپتامبر ۱۹۶۲) نام فوتبالیست و سرمربی هلندی سابق باشگاه‌هایی چون آرسنال و بایرن مونیخ می‌باشد. وی در بایرن دستیار لوئیس ون گال بود و پس از برکناری او از سمت سرمربیگری، برای مدت کوتاهی جونکر بعنوان سرپرست و سرمربی موقت بایرن انتخاب شد.

## دوران باشگاهی
او در دوران فوتبال خود در باشگاه‌های وولندام، وولجکرز، د میر و زی‌اف‌سی در هلند بازی کرده‌است.

## دوران مربیگری

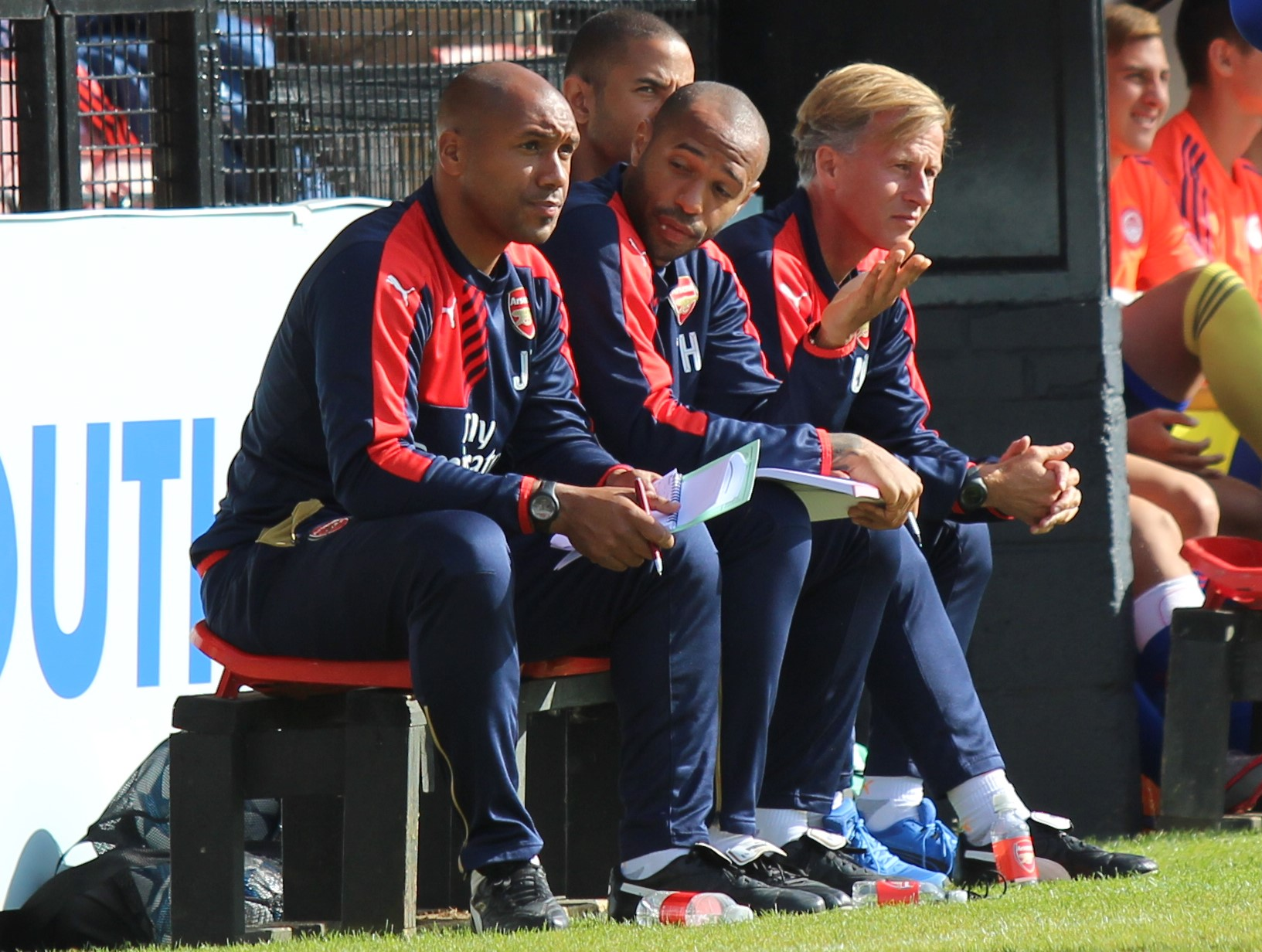
جونکر به‌همراه دیگر اعضای کادر فنی آرسنال همچون تیری هنری

### بایرن مونیخ
جونکر در ژوئیه ۲۰۰۹ به‌همراه لوئیس ون گال به باشگاه بایرن مونیخ پیوست و بایرن تحت مربیگری او و ون گال موفق شد ۲ عنوان قهرمانی بوندس‌لیگا و جام حذفی آلمان را در سال ۲۰۱۰ به دست بیاورد. وقتی ون گال در آوریل ۲۰۱۱ برکنار شد، جونکر به‌طور موقت تا ژوئن ۲۰۱۱ سرپرست و مربی اصلی باشگاه بود. او در ژوئن ۲۰۱۱ بعنوان مربی جدید تیم زیرشاخهٔ بایرن مونیخ یعنی بایرن ۲ استخدام شد و در ژوئن ۲۰۱۲ نیز باشگاه را ترک کرد.

### آرسنال
جونکر در ابتدای فصل ۲۰۱۴–۱۵ لیگ برتر بعنوان یکی از اعضای جدید کادر فنی آرسنال استخدام شد و نقش کلیدی‌ای را در معرفی بازیکنان جوان جدید از آکادمی آرسنال به تیم اصلی اجرا کرد.